# 昂当塞特
昂当塞特（法語：Andancette，法語發音：[ɑ̃dɑ̃sɛt]）是法国德龙省的一个市镇，位于该省西北部，罗讷河左岸，属于瓦朗斯区。

## 历史
昂当塞特原为阿尔邦的一个村落，自1872年起独立成为一个市镇。

## 地理
昂当塞特（45°14'31"N, 4°48'25"E）面积5.98 平方千米，位于法国奥弗涅-罗讷-阿尔卑斯大区德龙省，该省份为法国东南部内陆省份，北起顺时针与伊泽尔省、上阿尔卑斯省、上普罗旺斯阿尔卑斯省、沃克吕兹省和阿尔代什省接壤。
与昂当塞特接壤的市镇（或旧市镇、城区）包括：昂当斯、香槟、圣代西拉、阿尔邦、博桑布朗、拉韦龙、圣朗贝尔达尔邦。
昂当塞特的时区为UTC+01:00、UTC+02:00（夏令时）。

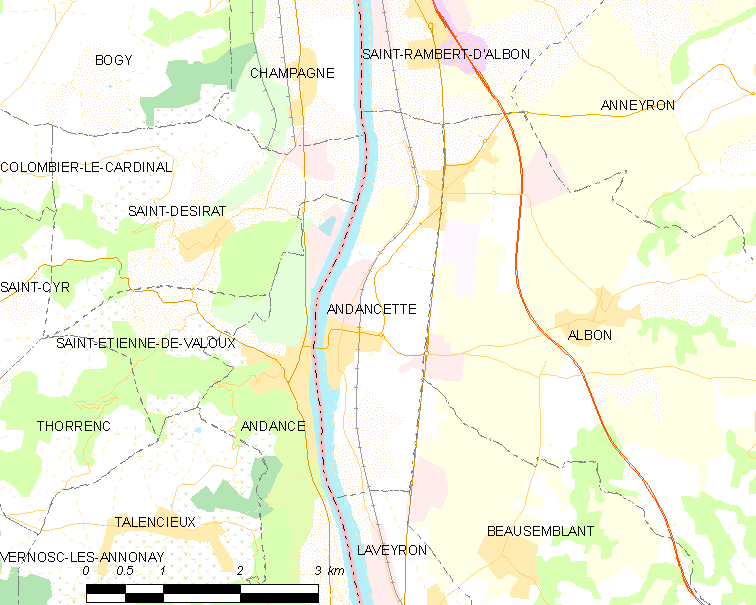
昂当塞特的OSM定位图

## 行政
昂当塞特的邮政编码为26140，INSEE市镇编码为26009。

## 政治
昂当塞特所属的省级选区为圣瓦利耶县。

## 人口

1962-2008年间昂当塞特人口变化图示

昂当塞特于2022年1月1日时的人口数量为1308人。